# Shifra Goldman
Shifra Goldman (Nueva York, 18 de julio de 1926 - Los Ángeles, 11 de septiembre de 2011) fue una historiadora del arte y activista de los derechos civiles estadounidenses, destacada por haber contribuido de manera notable a la revalorización del arte moderno y contemporáneo latinoamericano en su país.
Hija de inmigrantes rusos en Estados Unidos, con veinte años marchó con su familia a Los Ángeles, donde se inició en el activismo político y se matriculó en un curso sobre arte en la Universidad de California (UCLA). Sus aspiraciones se vieron detenidas tras quedarse embarazada y tener que hacer frente al cuidado de su hijo, lo que le llevó a trabajar en diferentes empresas industriales y como bibliotecaria. A los 42 años regresó a la universidad y a sus actividades en pro de los derechos civiles. Participó en organizar la denominada Torre de la Paz, una obra-instalación que protestaba contra la guerra de Vietnam y fue una de las más combativas contra el blanqueamiento del mural América Tropical, único realizado en Estados Unidos por el artista mexicano David Alfaro Siqueiros, que los propios mecenas del proyecto habían ordenado cubrir de pintura blanca, ofendidos porque representaba a un chicano crucificado bajo el águila símbolo de Estados Unidos. La obra fue repuesta a su estado original más de 20 años después.
Finalizados sus estudios de historia, se propuso la realización del doctorado sobre el arte moderno mexicano, en concreto la tesis se denominó Pintura mexicana en tiempos de cambio. Sin embargo, no encontró nadie que la dirigiera, y su objeto de estudio fue calificado de "indigno" o "poco vanguardista". No obstante, se negó a cambiar de tema y siete años después, en 1977, consiguió que la tesis fuera reconocida por la UCLA. En 1981 pudo publicarla. Obtuvo plaza como profesora de historia del arte en la Universidad Estatal de California, donde se jubiló en 1992.

## Obras
- Contemporary Mexican Painting in a Time of Change (1981)
- A Comprehensive Annotated Bibliography of Chicano Art, 1965-1981 (junto con Tomás Ibarra, 1985)
- Dimensions of the Americas: Art and Social Change in Latin America and the United States (1994)